# Sá (Ponte de Lima)
Sá é uma povoação portuguesa sede da Freguesia de Sá do Município de Ponte de Lima, freguesia com 2,92 km² de área e 343 habitantes (censo de 2021), tendo, por isso, uma densidade populacional de 117,5 hab./km².

## Demografia
A população registada nos censos foi:
| Distribuição da População por Grupos Etários | Distribuição da População por Grupos Etários | Distribuição da População por Grupos Etários | Distribuição da População por Grupos Etários | Distribuição da População por Grupos Etários |
| -------------------------------------------- | -------------------------------------------- | -------------------------------------------- | -------------------------------------------- | -------------------------------------------- |
| Ano                                          | 0-14 Anos                                    | 15-24 Anos                                   | 25-64 Anos                                   | > 65 Anos                                    |
| 2001                                         | 82                                           | 52                                           | 201                                          | 71                                           |
| 2011                                         | 71                                           | 48                                           | 220                                          | 84                                           |
| 2021                                         | 34                                           | 42                                           | 174                                          | 93                                           |

## Património
- Igreja de Santa Maria de Sá